# 坎波 (加利福尼亞州)
坎波（英語：Campo）是位於美國加利福尼亞州聖地牙哥縣的一個人口普查指定地區。

## 地理
坎波的座標為32°36′23″N 116°28′05″W / 32.60639°N 116.46806°W，而該地最高點為海拔高度854米（即2802英尺）。

## 人口
根據2010年美國人口普查的數據，坎波的面積為60.829平方千米，當中陸地面積為60.812平方千米，而水域面積為0.017平方千米。當地共有人口2684人，而人口密度為每平方千米44人。